# La Petite Sauvage (téléfilm)
Pour les articles homonymes, voir La Petite Sauvage et Wildflower.
Pour plus de détails, voir Fiche technique et Distribution.
La Petite Sauvage (Wildflower) est un téléfilm dramatique américain réalisé par Diane Keaton et tiré du roman de Sara Flanigan, Alice (1988). Diffusé en 1991, le film permet à Reese Witherspoon, alors âgée de quinze ans, d'obtenir son premier rôle à la télévision.

## Synopsis
Située dans le sud rural des États-Unis des années 1930, l'histoire de La Petite Sauvage raconte comment deux adolescents sont devenus amis avec une jeune fille épileptique, Alice (Patricia Arquette). Comme son père croit que ses crises sont de l'œuvre du diable, elle vit donc recluse dans une grange située derrière la maison familiale. Mais avec l'aide des deux adolescents, la jeune Alice va être capable de s'intégrer dans la société de tous les jours.

## Fiche technique
- Titre original : Wildflower
- Titre francophone : La Petite Sauvage
- Réalisation : Diane Keaton
- Scénario : D'après le roman Alice de Sara Flanigan
- Musique : Kenny Edwards et Jon Gilutin
- Photographie : Janusz Kamiński
- Montage : Stephen E. Rivkin
- Direction artistique : Chris Cornwell
- Costumes : Deena Appel
- Production : Carroll Newman, Dennis Stuart Murphy (producteur exécutif), Richard Freed (producteur délégué), Ira E. Laufer (productrice déléguée), Judith A. Polone (productrice déléguée) et Joseph J. Kelly (coproducteur)
- Sociétés de production : Carroll Newman Productions, Freed/Laufer Productions et The Polone Company
- Pays d'origine :  États-Unis
- Langue originale : anglais
- Genre : Drame
- Durée : 120 minutes
- Dates de diffusion :
  -  États-Unis : 3 décembre 1991
  -  France : 12 février 1995 sur France 2

## Distribution
- Beau Bridges (VF : Philippe Ogouz) : Jack Perkins
- Susan Blakely : Ada Guthrie
- William McNamara (VF : Tony Marot) : Sammy Perkins
- Reese Witherspoon (VF : Valérie Siclay) : Ellie Perkins
- Patricia Arquette (VF : Martine Regnier) : Alice Guthrie
- Norman Max Maxwell : Ormand Guthrie
- Collin Wilcox Paxton : Bessie Morgan
- Richard K. Olsen : Dr Murphy
- Allison Smith : Lisa Mae
- Heather Lynch : Bertha
- Robert Priester :	David Butler
- Randy Williams : Cletus
- Rick Warner : le ministre
- Charles McLawhorn	: le maire
- E. Michael Hewett	: Ike
- Ennis Atkins : le vieil homme
- Mary Page	: la fille d'église